# Irländska inbördeskriget
Irländska inbördeskriget (28 juni 1922–24 maj 1923) var en konflikt i Irland mellan anhängare och motståndare till det anglo-irländska avtalet från 6 december 1921.

## Bakgrund

### Avtalet
Det anglo-irländska avtalet var en följd av det irländska frihetskriget vilket hade utkämpats bara några år innan, 1919-1921, mellan irländska separatister och Storbritannien. I avtalet framgick att Irland skulle bli en självstyrande stat med eget försvar, polis och armé. I avtalet talades det om den nya staten som en fristat, och innebar i praktiken att den brittiska monarken skulle utgöra statschef. Alla nya parlamentsledamöter skulle vara tvungna att svära en trohetsed gentemot den nya irländska konstitutionen, och i eden ingick också ett erkännande av det "gemensamma medborgarskapet" mellan Irland och Storbritannien samt uttryck för tacksamhet gentemot den brittiske monarken. I och med avtalet bekräftades också delningen av Irland i två delar som först beslutats om i Government of Ireland Act från 1920, eftersom de sex grevskap som utgör Nordirland själva fick bestämma huruvida de skulle ingå i fristaten eller inte. Detta var något som i praktiken innebar en delning av Irland eftersom majoriteten av Nordirlands befolkning var protestanter och således unionister. Detta var författarna av avtalet medvetna om. Den 7 juni 1922 godkände det irländska folket avtalet i en folkomröstning.

### Splittringen inom den nationalistiska rörelsen
Det anglo-irländska avtalet splittrade Irlands nationalistiska rörelse i två huvudgrupper – de som var för och de som var emot avtalet. Båda sidor ville undvika ett inbördeskrig, men strider utbröt till slut när den provisoriska regeringen i Irland försökte befästa sin auktoritet över antiavtals-IRA som fanns runtom i landet, med en särskilt hård kärna i Dublin.

## Striderna

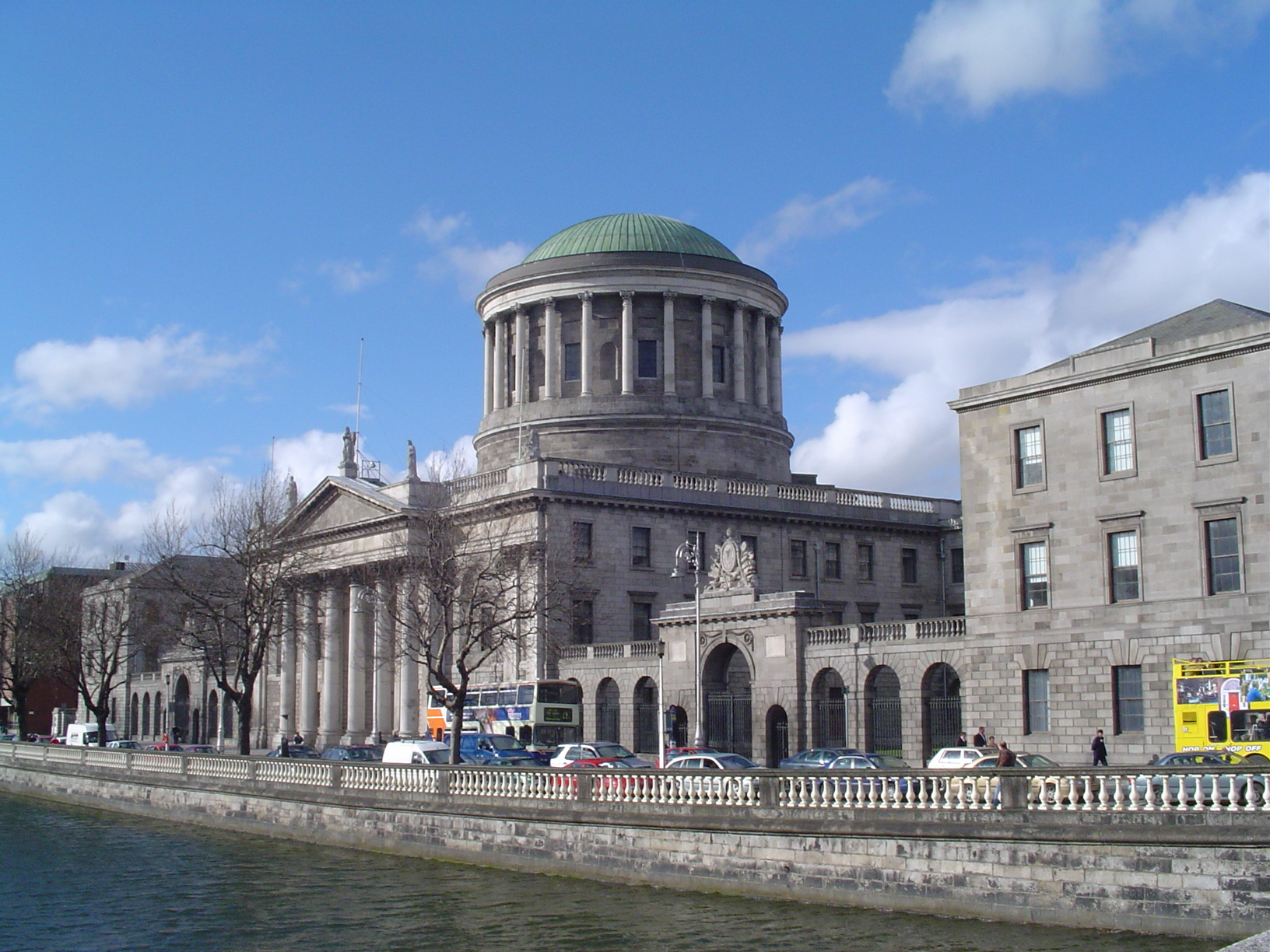
Four Courts i Dublin

I april 1922 ockuperade runt 200 IRA-medlemmar Four Courts i Dublin. Deras mål var att få igång en konfrontation med britterna, något som de hoppades skulle kunna ena de två rivaliserande parterna inom IRA mot deras gemensamma fiende. 
När republikanernas ledare Michael Collins den 22 juni lät mörda den pensionerade brittiska generalen Henry Hughes Wilson för dennes förbrytelser mot katoliker i Nordirland antog Winston Churchill, Storbritanniens dåvarande krigsminister, att antiavtalssidan inom IRA låg bakom mordet. Han hotade att ingripa mot ockupanterna av Four Courts med brittiska trupper om inte den provisoriska regeringen gjorde något. Collins, som hela tiden hade försökt undvika en väpnad konflikt, såg sig då tvungen att agera. Efter att ockupanterna ignorerade hans sista ultimatum, lät han bomba ut dem. Detta blev den officiella startpunkten för inbördeskriget.
Efter elva månader av strider och runt 700 döda (däribland Michael Collins), stod irländska regeringen som segrare.